# Albert Dawant
Albert Alphonse Pierre Dawant, né à Paris le 20 septembre 1852 où il est mort le 18 avril 1923, est un peintre et illustrateur français.

## Biographie
Élève de Isidore Pils et de Jean-Paul Laurens à l'école des beaux-arts de Paris, il s'y lie d'amitié avec François Flameng. Il obtient une médaille de 3e classe au Salon des artistes français de 1880 et se fait connaître avec ses toiles Saint Thomas Beckett, Mort de Démosthène et L'Amende honorable de saint Henri IV d'Allemagne. La Barque de saint Julien, conservée au Musée des Augustins de Toulouse, lui vaut une médaille de 2e classe au Salon des artistes français (1885). Maîtrise d'enfants de chœur est acquis par l’État pour le Musée du Luxembourg et Le Sauvetage (Musée de Picardie), obtient une médaille d'or lors d'une exposition à Budapest. On lui doit aussi un Saint Bonaventure recevant le chapeau de cardinal (Musée des Beaux-Arts de Rouen).
Médaille d'or à l'Exposition universelle de 1889, chevalier de la Légion d’honneur (29 octobre 1891), officier de la Légion d’honneur (juillet 1900), il est fait commandeur de la Légion d'honneur en 1910.
Le 22 septembre 1904, il est témoin du mariage de Julien Le Blant,.
Il meurt le 18 avril 1923 en son domicile dans le 17e arrondissement de Paris, et, est inhumé au cimetière de Montmartre (1re division).

## Galerie

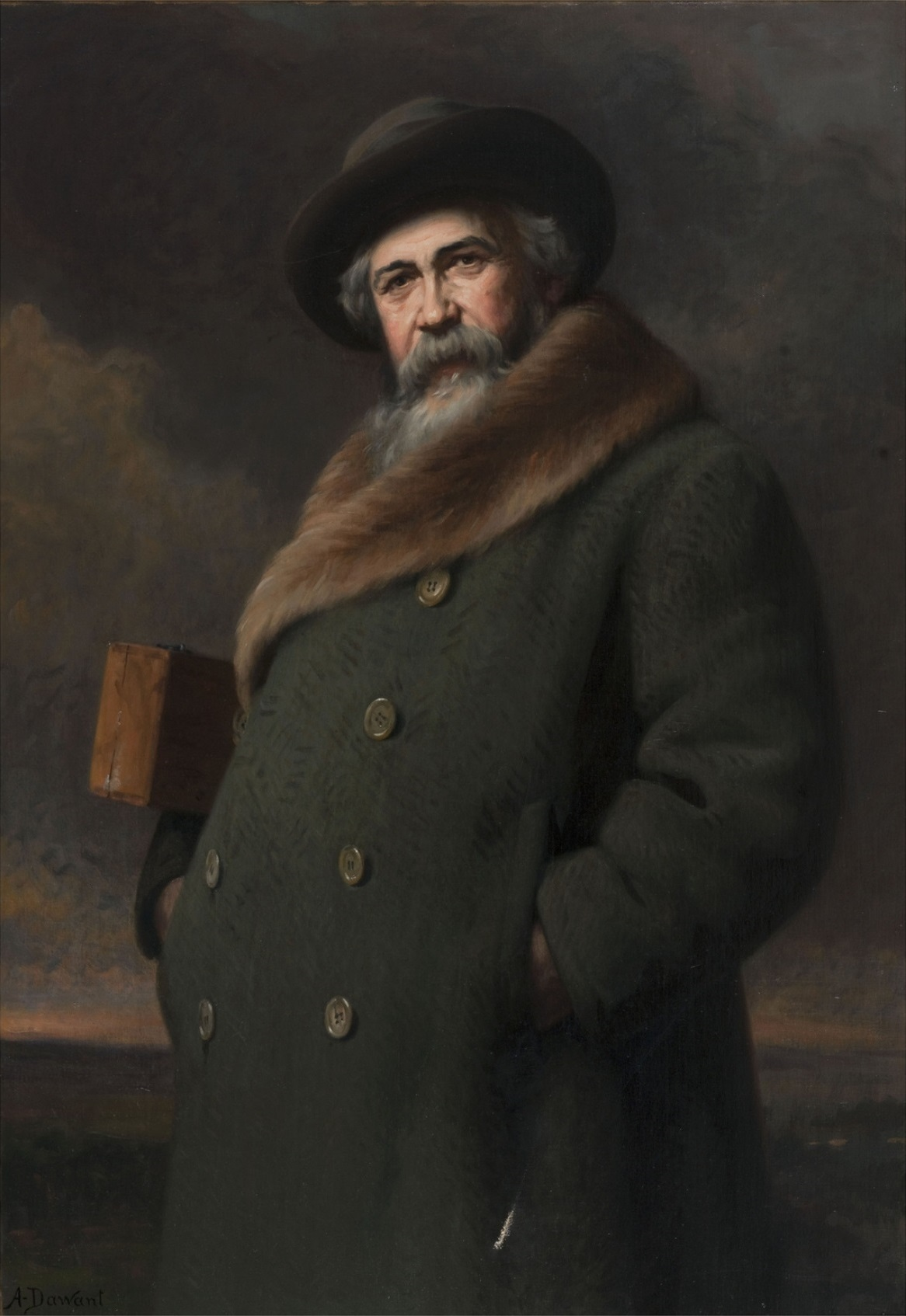
Portrait d'Adrien Demont (1851-1928), peintre français
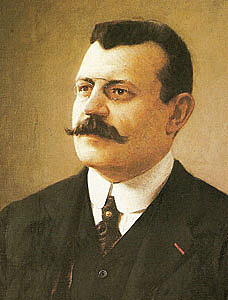
Portrait de Joseph Dechelette
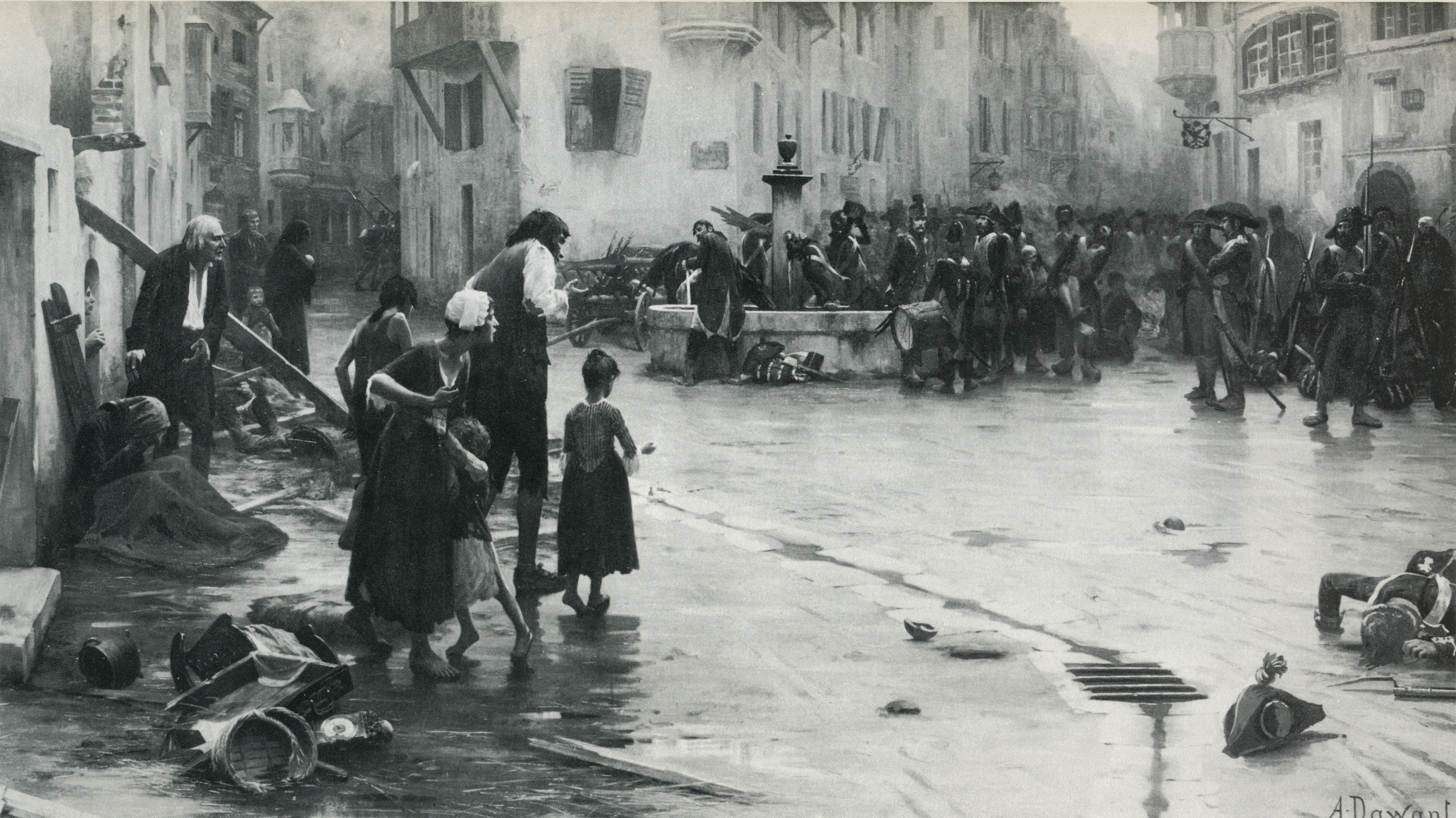
Les misères de la guerre Dawant